# 335 Roberta
För andra betydelser, se Roberta (olika betydelser).
335 Roberta eller 1892 C är en asteroid i huvudbältet, som upptäcktes 1 september 1892 av den tyske astronomen Anton Staus. Den har fått sitt namn efter Carl Robert Osten-Sacken.
Asteroiden har en diameter på ungefär 97 kilometer.